# Can U Get Wit It
Singles de Usher
Call Me a Mack
(1993) Think of You
(1995)
Can U Get Wit It est le premier single du premier album de l'artiste de R'n'B américain Usher, intitulé Usher. Il a atteint le N° 59 sur le Billboard Hot 100 et être N° 91 au Royaume-Uni. La chanson a été produite par Jodeci 's DeVante Swing.

## Liste des titres

### Vinyles américains
1. Can U Get Wit It [Édition prolongée] 6:58.
2. Can U Get Wit It [Version de l'album] 4:56.
3. Can U Get Wit It [Version Instrumentale] 4:58.
4. Can U Get Wit It [Piste TV] 5:00.

### Vinyles anglais
1. Can U Get Wit It [Radio] 4:15.
2. Can U Get Wit It [Autre Radio] 4:14.
3. Can U Get Wit It [Version Gangsta Lean] 5:49.
4. Can U Get Wit It [Édition prolongée] 6:58.

## Positions dans les Charts
| Liste des différents Charts (1994)     | Position |
| -------------------------------------- | -------- |
| UK Singles Chart                       | N° 91    |
| US Billboard Hot R & B / Hip-Hop Songs | N° 13    |
| US Billboard Hot 100                   | N° 59    |